# 宝翼猪笼草
宝翼猪笼草（学名：Nepenthes × truncalata）是由翼状猪笼草（N. alata）和宝特瓶猪笼草（N. truncata）杂交得到的自然杂交种。与其亲本一样，其也是菲律宾的特有种，但其仅局限于棉兰老岛的宝特瓶猪笼草分布范围内。

## 扩展阅读
- 食虫植物数据库中宝翼猪笼草的信息（页面存档备份，存于）
- 食虫植物照片搜寻引擎中宝翼猪笼草的照片（页面存档备份，存于）

 维基共享资源上的相關多媒體資源：宝翼猪笼草
 維基物種上的相關：宝翼猪笼草